# Monocotyle pricei
Monocotyle pricei är en plattmaskart. Monocotyle pricei ingår i släktet Monocotyle och familjen Monocotylidae. Inga underarter finns listade i Catalogue of Life.